# Dajnowa (sielsowiet Bieniakonie)
Dajnowa, Dajnowa Hermaniska (biał. Дайнава; ros. Дайнова) – wieś na Białorusi, w obwodzie grodzieńskim, w rejonie werenowskim, w sielsowiecie Bieniakonie.
W dwudziestoleciu międzywojennym leżała w Polsce, w województwie nowogródzkim, w powiecie lidzkim, w gminie Werenów.